# الیت اکستریم کامبت
الیت اکستریم کامبت (انگلیسی: Elite Xtreme Combat) شرکت تبلیغات ورزشی آمریکایی و از سازمان‌های هنرهای رزمی ترکیبی است، که در سال ۲۰۰۶ تأسیس شد.